# Клептон

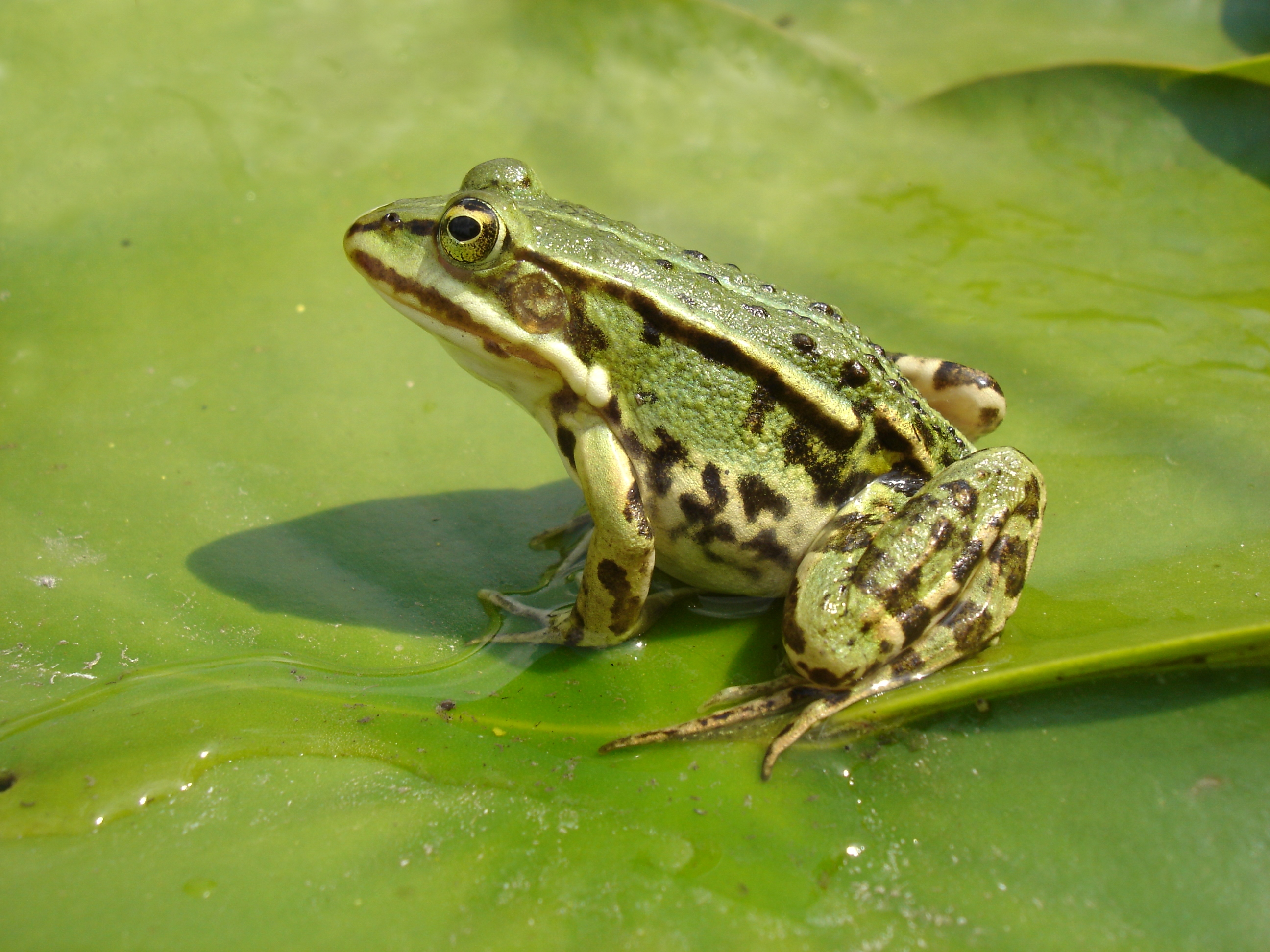
Съедобная лягушка

Клепто́н (от греч. κλέπτω — ворую) — таксон видового ранга — животные гибридогенного комплекса, которые характеризуются гибридным происхождением в результате кредитогенеза (гибридогенеза). В зоологической номенклатуре обозначается kl.
Клептон представляет собой таксон видового ранга, которому требуется другой биологический таксон (обычно вид, который тесно связан с ним), для завершения его репродуктивного цикла. Специфическими типами клептонов являются зигоклептоны, которые воспроизводятся зигогенезом; гинеколептоны, которые размножаются гинегенезом, и тихоклептоны, которые воспроизводятся комбинацией обеих систем. Таким образом клептон трактуется как сложный гибридный комплекс, имеющий статус в таксономии и приравниваемый к категории «вид».
Клептон — это паравидовое понятие, которое предложено для обозначения таксонов гибридогенного происхождения, при котором гибридные формы (фактически виды) сохраняют свою самобытность и при обратном скрещивании дают выщепление (порождают) самих себя. Иными словами, фактически речь идёт о репродуктивном паразитизме, при котором гибридная популяция воспроизводит саму себя при скрещивании с одним из родительских видов.
Термин впервые был введён в 1982 году немецким батрахологом (специалистом по земноводным) Р. Гюнтером, после того, как было установлено, что съедобная лягушка (Pelophylax esculentus) представляет собой вид гибридного происхождения с двумя «родительскими» видами — озёрной (P. ridibundus) и прудовой (P. lessonae) лягушек. Виды гибридогенного комплекса характеризуются гибридным происхождением в результате кредитогенеза — способа размножения, при котором процесс оплодотворения яйцеклетки происходит с последующим удалением «отцовского» набора хромосом непосредственно в процессе оогенеза (процесса развития яйца). В результате данных изменений из поколения в поколение происходит передача только «материнского» генома, а «отцовский» как бы «одалживается» на одно поколение. Впервые подобное явление в природе было обнаружено у рыб рода Poecillopsis и гибридного комплекса европейских зелёных лягушек. В популяциях съедобной лягушки потомству передается только лишь геном озёрной лягушки, а геном прудовой «одалживается».
Клептогенное размножение может протекать по трём сценариям. Самка может просто активировать клеточное деление в яйце при присутствии спермы самца без включения какого-либо части его генетического материала — это приводит к появлению клонального потомства. Самка может также «включать» сперму самца в свою яйцеклетку, но может сделать это, не исключая какую-либо часть генетического материала самца — что приводит к увеличению уровней плоидности, которые варьируются от триплоидов до пентаплоидов. Также у самки «есть возможность» заменить часть своего генетического материала на генетический материал от самца, что приводит к «гибридному» потомству без увеличения плоидности.